# 日本の悲劇 (1946年の映画)
『自由の声 日本の悲劇』（じゆうのこえ にっぽんのひげき）は、日本映画社が1946年に製作したドキュメンタリー映画である。

## 概要
サブタイトルに「日本映画社・映画時評」とあり、また通し番号として「No.230」とあった。
モンタージュ理論の本場のソ連のレニングラード映画技術専門学校で学んだ亀井文夫らしく、戦争遂行の目的で製作された既存のニュースフィルムをモンタージュ（再編集）して、帝国日本の過去の侵略的な歴史を批判的に叙述した。ラストに軍服姿の昭和天皇が背広姿へとフェードして変わっていくシーンを挿入した。解説を丸山章治が担当した。
GHQの検閲を一旦通過して公開された後、吉田茂首相の圧力により、再検閲の結果、公開後1週間で フィルムは没収、上映禁止となる。他方、首相官邸で行われた試写会の後に怒ったのは短気の吉田より、むしろ参謀第2部（G2）部長のチャールズ・ウィロビーであったとも伝えられている。
現在ではDVD化されている。当時のニュース・短編専門館の支配人だった人物によれば、民間情報教育局（CIE）と民間検閲支隊（CCD）の「派閥抗争」があったとされる。
平野共余子『天皇と接吻』（草思社 1998年）には、亀井文夫ら当時の関係者へのインタビューなども含めて『日本の悲劇』上映禁止の経過が詳述されている。坂手洋二は平野の著書をもとに戯曲『天皇と接吻』を創作し、『日本の悲劇』上映禁止経過を劇化した。坂手は自己の劇団燐光群で自らの演出により『天皇と接吻』を1999年11月〜12月上演した。この舞台は好評で、坂手は2000年度読売演劇大賞・最優秀演出家賞を受賞した。坂手の戯曲は、カモミール社から2001年公刊された。平野共余子は同書に解説を寄稿している。
　